# ناسي باكار
ناسي باكار ( بالإندونيسية Nasi bakar "الأرز المشوي") يشير إلى الأرز المطهو على البخار متبلًا بالتوابل والمكونات وملفوفًا بأوراق الموز المضمَّنة ليدي سمت (إبرة صغيرة مصنوعة من الضلع المركزي لأوراق جوز الهند) ثم تُشوى لاحقًا على نار الفحم. أنتجت أوراق الموز المحروقة رائحة فريدة من نوعها على الأرز. يتم فتح حزمة أوراق الموز عند الاستهلاك. إنه طبق إندونيسي تم تطويره حديثًا في أوائل عام 2000، وقد يكون مستمدًا من أرز ناسي تمبل ملفوف بأوراق الموز.
هناك العديد من المتغيرات من ناسي باكار وفقًا لمكوناته، مثل الدجاج المقلي، إمبول جيبوك (لحم بقر مقلي)، الأنشوجة، سمك البيدا، سمك اللبن، السمك المملح، الروبيان، الفطر، تيمبيح، التوفو، بيض البط المملح إلخ. 

## معرض

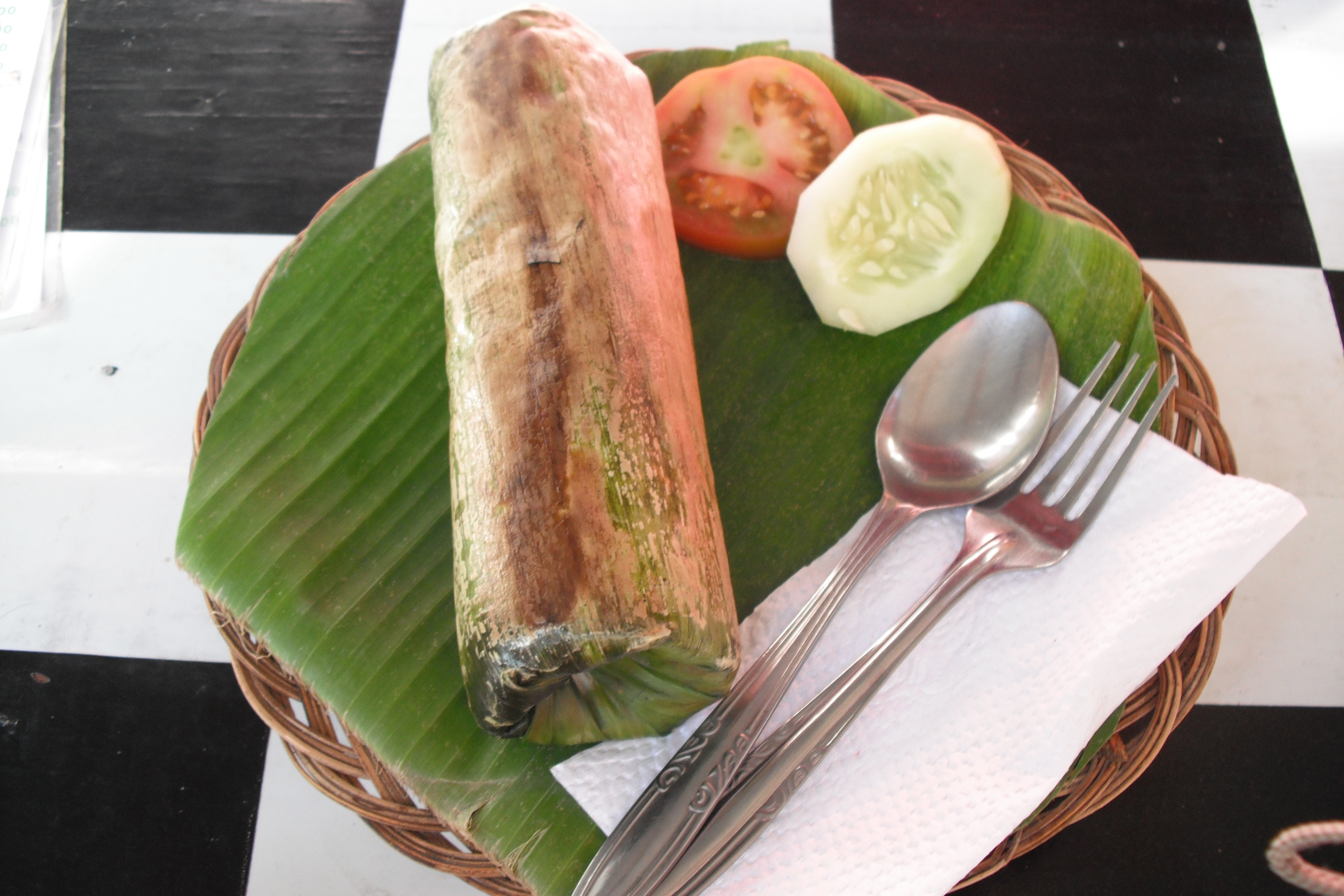
ملفوفة ناسى باكار أيام (دجاج مشوى أرز)
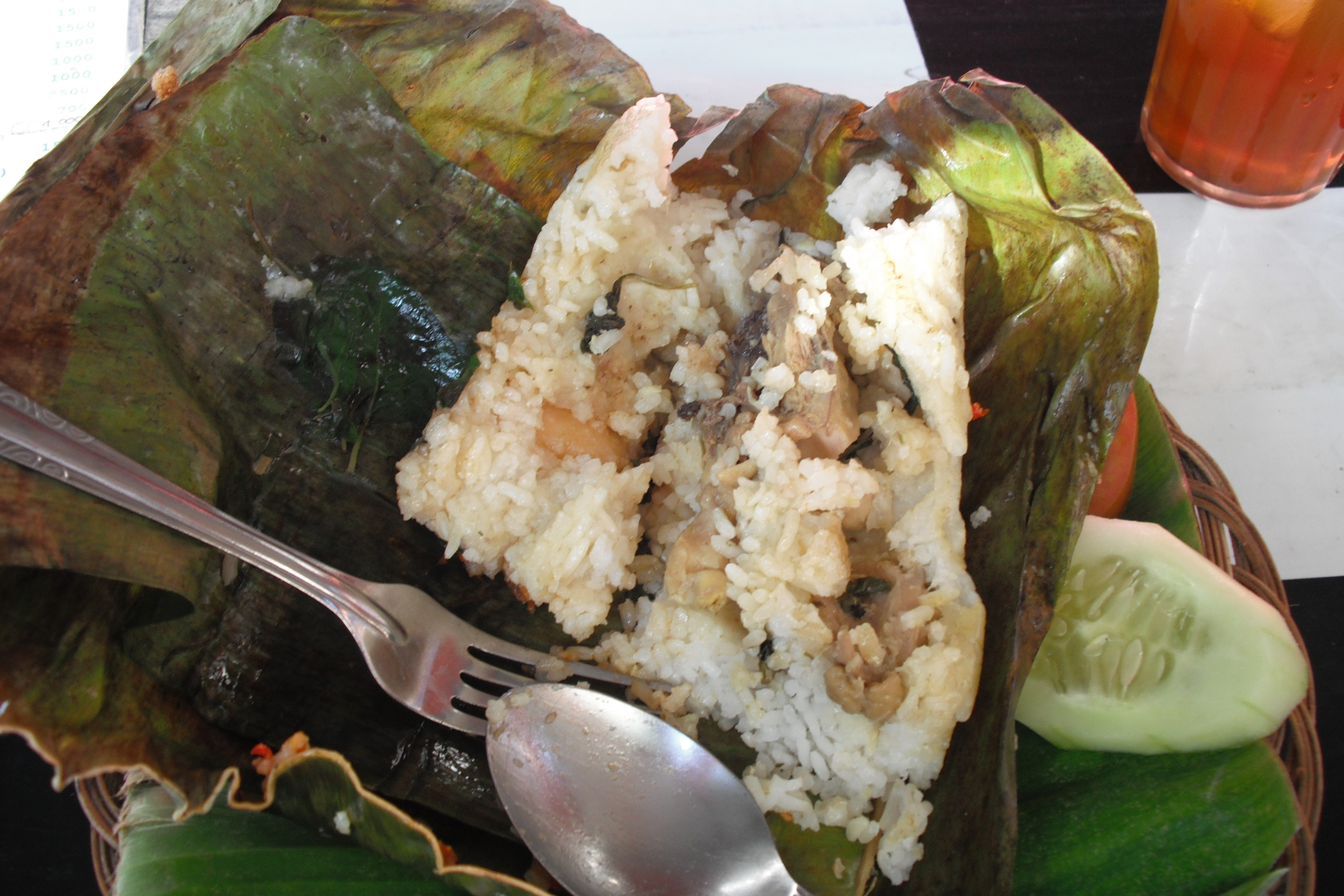
ناسي باكار أيام، أرز دجاج مخبوز في ورقة موز
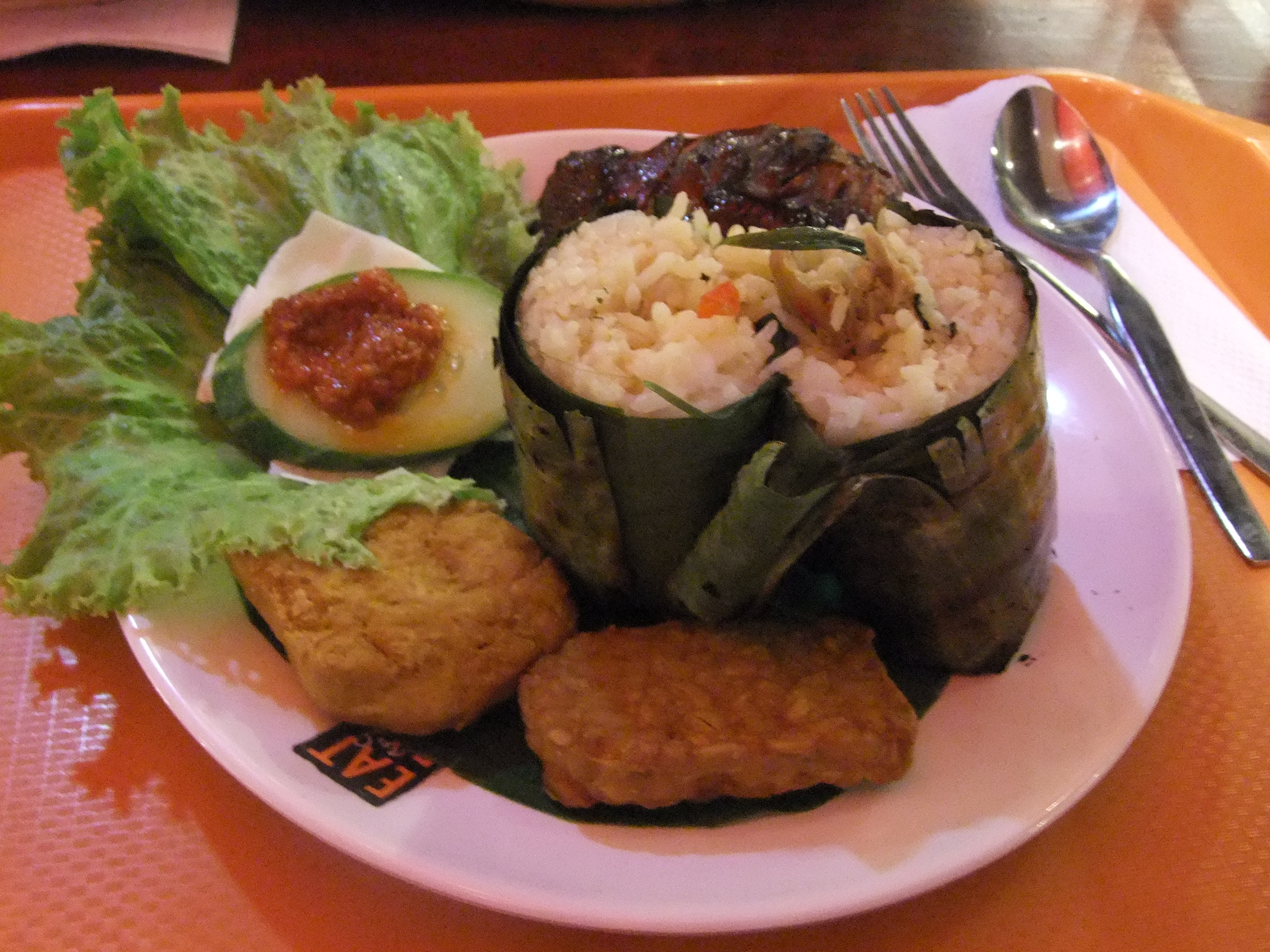
ناسي باكار أيام مع تمبة وتوفو
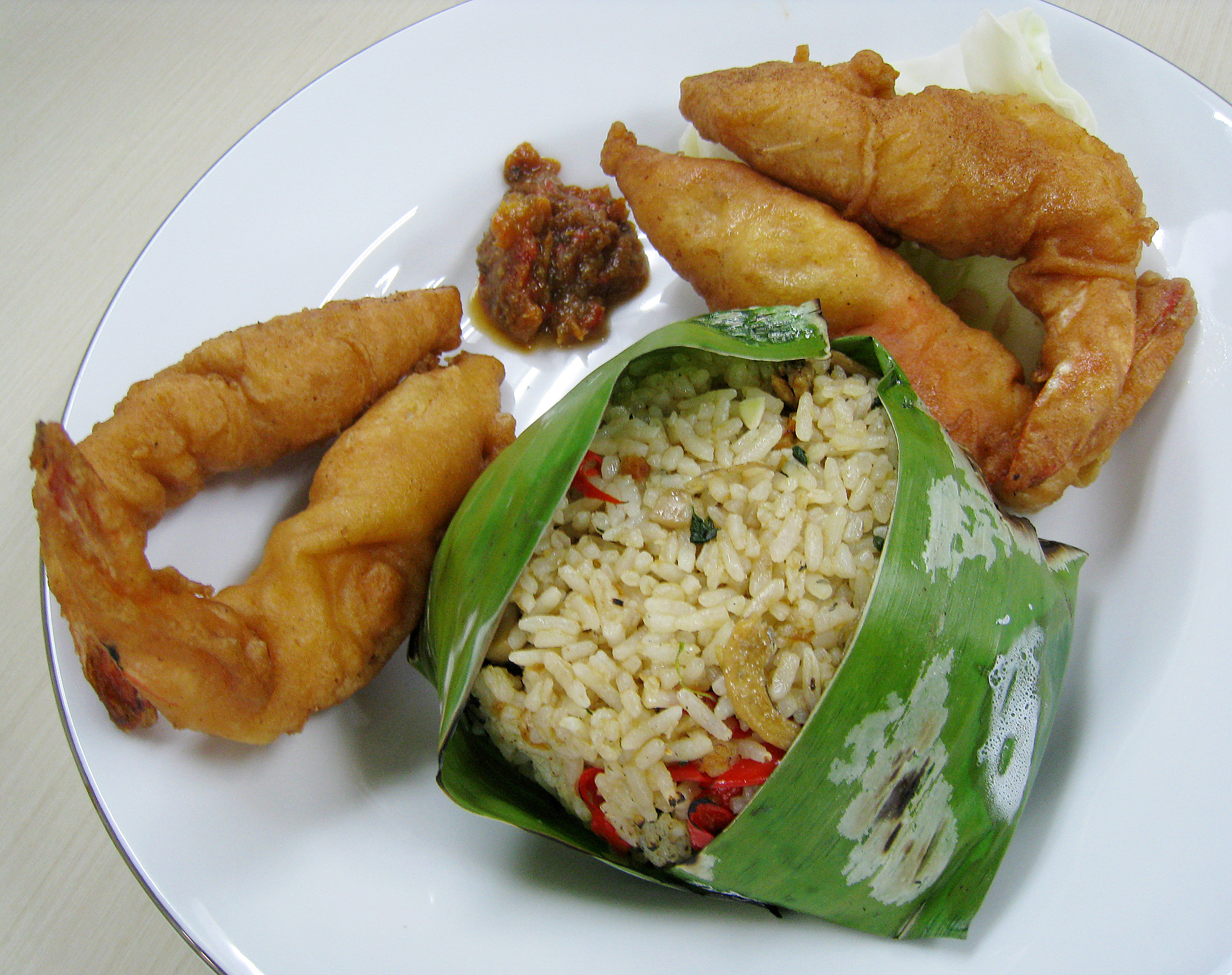
ناسي باكار تيري (الأنشوجة) مع الجمبري المقلي والسامبال كأطباق جانبية